# العالم السفلي: تطور
العالم السفلي: تطور (بالإنجليزية: Underworld: Evolution)‏ هو فيلم رعب تم إنتاجه في الولايات المتحدة سنة 2006. الفيلم من إخراج لين وايزمان.

## طاقم التمثيل
- كيت بيكينسيل
- ديريك جاكوبي
- بيل ناي

## القصة
تعرض أحداث القصة الحرب بين مصاصي الدماء والمذؤوبين (المتحويلين الذئاب). يعود الفيلم إلى بدايات الخلاف القديم بين القبيلتين:. «سيلين» مصاصة الدماء الجميلة و «مايكل» الذئب الهجين، في محاولة لكشف أسرار أسلافهم. سيكون لهذا العمل حكاية جديدة عن التآمر والحب المحرم، والتي تأخذهم إلى معركة لإنهاء كل الحروب كي يواجه الخالدون العقاب أخيراً.

## الميزانية والإيرادات
بلغت تكلفة إنتاج الفيلم حوالي 45 مليون دولار بينما حقق أرباحا تقدر بـ 111.3 مليون دولار.

## وصلات خارجية
- العالم السفلي: تطور على موقع IMDb (الإنجليزية)
- العالم السفلي: تطور على موقع ميتاكريتيك (الإنجليزية)
- العالم السفلي: تطور على موقع روتن توميتوز (الإنجليزية)
- العالم السفلي: تطور على موقع نتفليكس (الإنجليزية)
- العالم السفلي: تطور على موقع قاعدة بيانات الأفلام العربية
- العالم السفلي: تطور على موقع ألو سيني (الفرنسية)
- العالم السفلي: تطور على موقع Turner Classic Movies (الإنجليزية)
- العالم السفلي: تطور على موقع أول موفي (الإنجليزية)
- العالم السفلي: تطور على موقع بوكس أوفيس موجو (الإنجليزية)
- العالم السفلي: تطور على موقع فيلمافينيتي (الإسبانية)

1. ↑  "معلومات عن العالم السفلي: تطور على موقع cinema.encyclopedie.films.bifi.fr". cinema.encyclopedie.films.bifi.fr. مؤرشف من الأصل في 2020-10-31.
2. ↑  "معلومات عن العالم السفلي: تطور على موقع filmweb.pl". filmweb.pl. مؤرشف من الأصل في 2019-10-13.
3. ↑  "معلومات عن العالم السفلي: تطور على موقع the-numbers.com". the-numbers.com. مؤرشف من الأصل في 2019-12-07.